# Amt Höxter-Land
Das Amt Höxter-Land, ursprünglich Amt Höxter-Albaxen, war ein bis 1969 bestehendes Amt im ostwestfälischen Kreis Höxter in Nordrhein-Westfalen. Seine historischen Vorgänger waren die Kantone Höxter und Albaxen.

## Geographie
Das Amt Höxter-Land lag im Nordosten des Kreises Höxter. Das Amt umschloss die Stadt Höxter zu großen Teilen, abgesehen von der östlichen Grenze der Stadt mit dem Landkreis Holzminden. Neben der Stadt Höxter grenzten an das Amt im Uhrzeigersinn beginnend im Süden die Ämter Beverungen, Brakel und Vörden (Kreis Höxter), der Kreis Detmold sowie die niedersächsischen Landkreise Hameln-Pyrmont und Holzminden.

## Die Kantone Albaxen und Höxter
Nachdem Fürstentum Corvey 1807 an das Königreich Westphalen gefallen war, wurden neue Verwaltungsstrukturen nach französischem Vorbild geschaffen; meistens ohne Berücksichtigung historischer Gebietsgrenzen. Zum Kanton Albaxen gehörten die Gemeinden Albaxen, Bödexen, Brenkhausen, Fürstenau, Lütmarsen, Ovenhausen und Stahle, während der Kanton Höxter die Stadt Höxter sowie die Gemeinden Bosseborn, Godelheim und Ottbergen umfasste. Im Jahre 1810 hatte der Kanton Albaxen 4461 und der Kanton Höxter 4201 Einwohner. Beide Kantone gehörten zum Distrikt Höxter im Departement der Fulda des Königreichs und fielen 1813 an Preußen. 1816 wurden beide Kantone dem neuen Kreis Höxter zugeschlagen und bestanden in diesem als Verwaltungsbezirke fort. 1833 erhielt die Stadt Höxter die preußische revidierte Städteordnung und wurde dadurch ein eigener Verwaltungsbezirk.

## Das Amt Albaxen-Höxter bzw. Höxter-Land
Im Rahmen der Einführung der westfälischen Landgemeinde-Ordnung von 1841 wurden aus den unterhalb der Kreisebene bestehenden Verwaltungsbezirken, sofern es sich nicht um Städte gemäß der revidierten Städteordnung handelte, Ämter gebildet. Im Kreis Höxter wurden dadurch aus den Verwaltungsbezirken Albaxen und Höxter formell das Amt Albaxen und das Amt Höxter gebildet. Die beiden Ämter wurden von Anfang an in Personalunion verwaltet und in der Folgezeit stets als ein gemeinsames Amt Höxter-Albaxen angesehen. Die Stadt Höxter gehörte dem Amt nicht an, war aber Verwaltungssitz des Amtes. Seit den 1920er Jahren wurde das Amt Höxter-Land genannt.
Das Amt gliederte sich in die elf Gemeinden Albaxen, Bödexen, Bosseborn, Brenkhausen, Fürstenau, Godelheim, Lüchtringen, Lütmarsen, Ottbergen, Ovenhausen und Stahle, von denen keine das Stadtrecht besaß. Die Gemeinden des Amts hatten bei der letzten Volkszählung vor der Amtsauflösung am 6. Mai 1961 14.714 Einwohner. Der Fortschreibung der Volkszählungsergebnisse zufolge stieg diese Zahl bis Ende 1967 auf 16.267 Einwohner. Bei einer Fläche von 123,16 km² ergab sich eine durchschnittliche Bevölkerungsdichte von 132 Einwohnern pro Quadratkilometer, die knapp unter dem Kreisdurchschnitt von 140 Einwohnern pro Quadratkilometer lag. Die folgende Übersicht zeigt die elf Gemeinden mit Bevölkerungs- und Gebietsstand vom 31. Dezember 1967:
| Name            | Einwohner | Fläche in km² |
| --------------- | --------- | ------------- |
| Albaxen         | 1.665     | 11,30         |
| Bödexen         | 778       | 21,59         |
| Bosseborn       | 557       | 10,32         |
| Brenkhausen     | 1.401     | 13,20         |
| Fürstenau       | 1.139     | 10,60         |
| Godelheim       | 1.188     | 9,73          |
| Lüchtringen     | 2.933     | 5,90          |
| Lütmarsen       | 703       | 6,17          |
| Ottbergen       | 2.199     | 7,71          |
| Ovenhausen      | 1.251     | 17,49         |
| Stahle          | 2.453     | 9,16          |
| Amt Höxter-Land | 16.267    | 123,16        |

Aufgrund eines Gebietsänderungsvertrages vom 19. Dezember 1968 und § 1 des „Gesetzes zur Neugliederung des Kreises Höxter“ vom 2. Dezember 1969, das in § 8 Abs. 1 auch den Gebietsänderungsvertrag bestätigt, schlossen sich die Gemeinden des Amts mit der Gemeinde Bruchhausen des Amtes Beverungen und der Stadt Höxter zum 1. Januar 1970 zur neuen Stadt Höxter zusammen. Das Amt Höxter-Land wurde aufgelöst. Rechtsnachfolgerin ist die Stadt Höxter.

## Einwohnerentwicklung
| Jahr | Einwohner | Quelle |
| ---- | --------- | ------ |
| 1864 | 9.572     | [ 8 ]  |
| 1871 | 8.491     | [ 9 ]  |
| 1885 | 9.149     | [ 10 ] |
| 1895 | 9.592     | [ 11 ] |
| 1910 | 9.514     | [ 12 ] |
| 1925 | 10.612    | [ 13 ] |
| 1939 | 11.132    | [ 13 ] |
| 1950 | 14.963    | [ 14 ] |
| 1961 | 14.714    | [ 15 ] |
| 1968 | 16.323    | [ 16 ] |

## Wappen
Das Wappen des Amtes Höxter-Land stellte 13 Lindenblätter dar als Symbol nach dem Epos Dreizehnlinden (Friedrich Wilhelm Weber).